# Argamasilla de Alba
Argamasilla de Alba település Spanyolországban, Ciudad Real tartományban. Argamasilla de Alba Alcázar de San Juan, Alhambra, Manzanares, Campo de Criptana és Tomelloso községekkel határos. Lakosainak száma 6925 fő (2024).

## Népesség
A település népessége az elmúlt években az alábbi módon változott:
| Lakosok száma | 6688 | 6832 | 7040 | 7391 | 7416 | 7201 | 6972 | 6838 | 6844 | 6925 |
|               | 2001 | 2004 | 2006 | 2009 | 2011 | 2014 | 2016 | 2019 | 2021 | 2024 |